# Secreciones respiratorias terminales

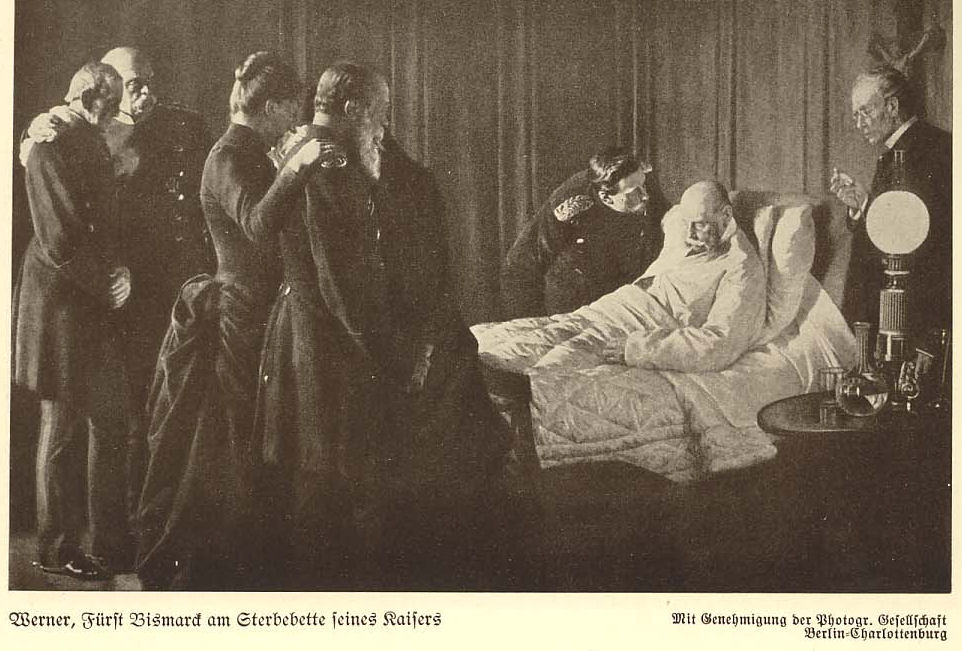
Lecho de muerte del emperador alemán Wihelm I. 1888

Las secreciones respiratorias terminales (o sencillamente secreciones terminales), conocido coloquialmente como estertor de la muerte, son sonidos producidos por una persona que está próxima a morir. Es producido por fluidos como la saliva y las secreciones bronquiales que se acumulan en la garganta y la parte superior del pecho. Quienes están en estado agónico pueden perder la capacidad de tragar y aumentar la producción de secreciones bronquiales, resultando en una acumulación de fluidos. Normalmente, dos o tres días antes, los síntomas de la muerte pueden observarse con la acumulación de saliva en la garganta, esto hace que incluso tomar una cucharada de agua sea difícil. Algunos síntomas relacionados pueden incluir disnea y respiración agitada.
Mientras que las secreciones terminales son un potente indicador de una muerte cercana, también pueda ser producido por otros problemas que interfieren con el reflejo de la deglución, como una lesión cerebral.
A veces se malinterpreta con el sonido de una persona atragantándose, o alternativamente, haciendo gárgaras.

## Inicio
Este síntoma suele aparecer en algún momento durante las últimas 24 horas de vida de una persona, sin embargo, algunas personas pueden vivir un poco más.

## Tratamiento
A menudo la persona a punto de morir no es consciente de esta respiración ruidosa y no es perturbada por ella, pero algunos profesionales de la salud prefieren minimizar este sonido para no afectar emocionalmente a los miembros de la familia o a los encargados del enfermo.  Esto se puede hacer cambiando a la persona de posición, reduciendo el volumen de los fluidos intravenosos, o suministrando medicamentos anticolinérgicos para reducir las secreciones. En los hospicios, algunos fármacos como el glicopirronio, escopolamina o atropina puede ser utilizados por sus efectos anticolinérgicos para reducir secreciones y minimizar este efecto.